# Franklin (Mondkrater)
Franklin ist ein Einschlagkrater auf der nordöstlichen Mondvorderseite.
Er liegt südöstlich von Cepheus und nordwestlich von Berzelius.
Das Innere des Kraters weist Bruchstrukturen und den Rest eines Zentralberges auf, die terrassierten Wälle sind stark erodiert.
Die Entstehungszeit des Kraters fällt in die früh-imbrische Periode.
| Buchstabe | Position           | Durchmesser | Link |
| --------- | ------------------ | ----------- | ---- |
| C         | 35,65° N, 44,21° O | 15 km       |      |
| F         | 37,38° N, 47,65° O | 40 km       |      |
| G         | 40,06° N, 48,08° O | 7 km        |      |
| H         | 37,1° N, 43,71° O  | 5 km        |      |
| K         | 39,05° N, 51,49° O | 20 km       |      |
| W         | 37,79° N, 43,65° O | 5 km        |      |

Der Krater wurde 1935 von der IAU nach dem amerikanischen Politiker und Erfinder Benjamin Franklin offiziell benannt.